# Assassinato no parque Keillers

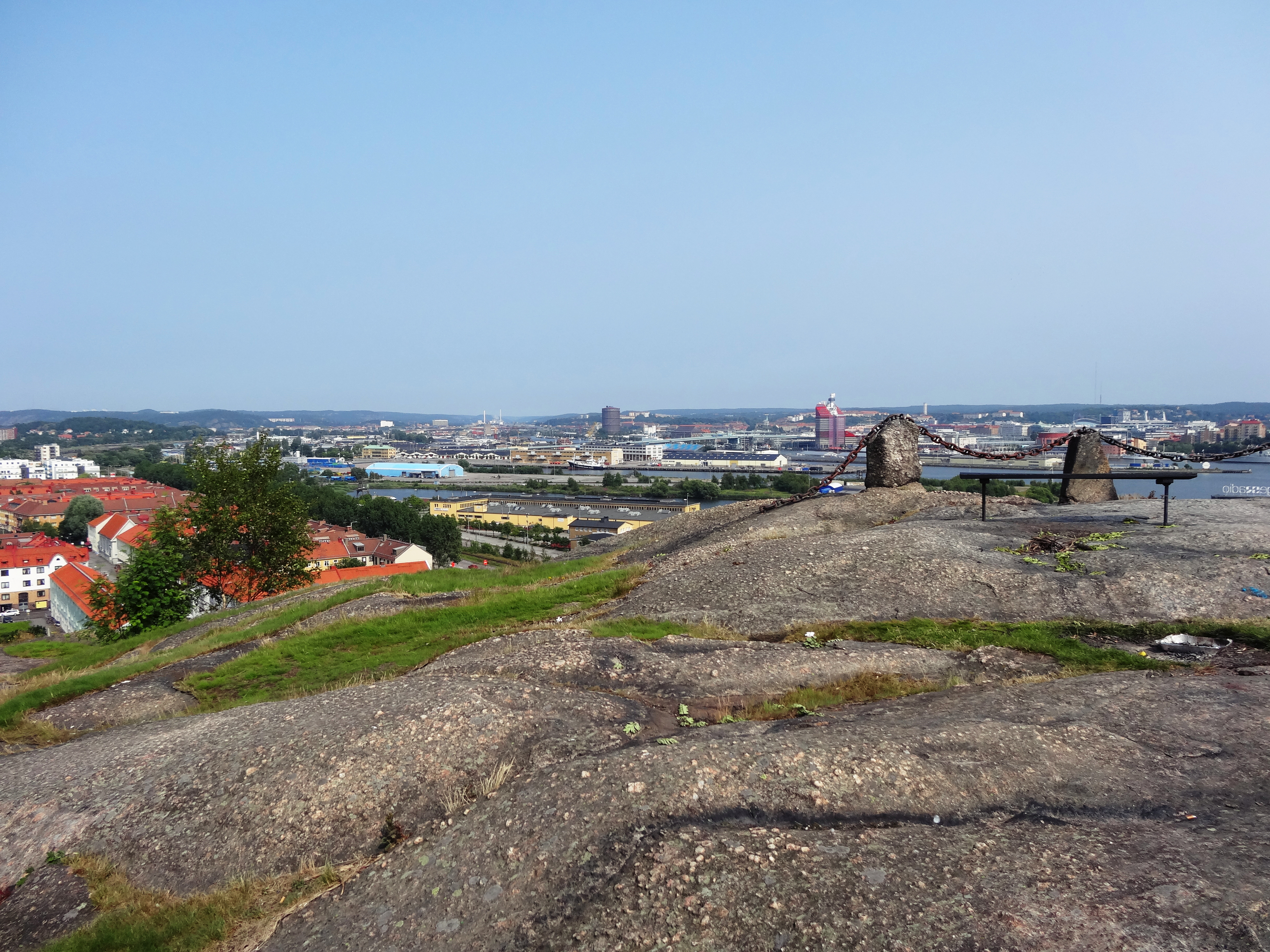
Vista sobre Gotemburgo das alturas do Parque Keillers.

O assassinato no Parque Keillers é um famoso caso criminal sueco. Começou em 23 de julho de 1997, quando o corpo de um homem desconhecido foi descoberto em um parque na cidade de Gotemburgo, no oeste da Suécia. O homem, que havia sido baleado duas vezes com uma pistola, foi identificado dois dias depois como Josef ben Meddour (36 anos), homossexual e argelino, que vivia na Suécia há muitos anos.
Após muitos meses de investigação, a polícia conseguiu prender os dois assassinos. Eles foram nomeados como Jon Nödtveidt (22 anos), o líder da banda de black metal Dissection, e seu amigo Vlad (20 anos), um cidadão iraniano estabelecido na Suécia. Os dois homens, que confessaram o crime, foram eventualmente sentenciados por um tribunal de apelação a dez anos de encarceramento. Vlad também era suspeito em outros casos de assassinato e agressão na época.
Nödtveidt e Vlad, que eram membros da Ordem Misantrópica Luciferiana,  haviam discutido em várias ocasiões realizar sacrifícios humanos antes de assassinarem Meddour. O fato de o motivo ser oculto não podia, no entanto, ser claramente estabelecido, e o assassinato foi descrito como um crime de ódio homofóbico pela polícia sueca.